# Filmografia de Bruce Willis

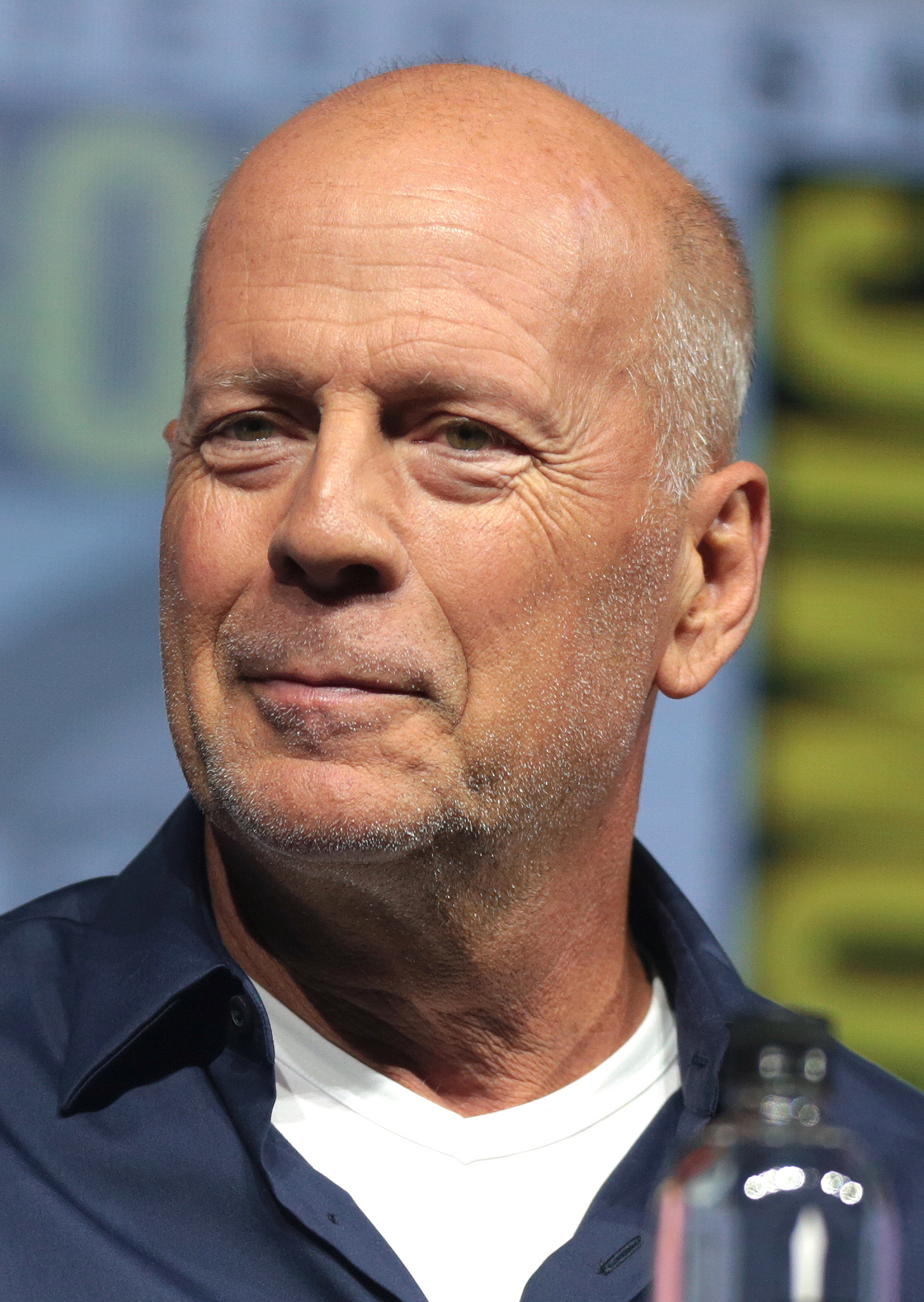
Bruce Willis na San Diego Comic-Con de 2018.

O ator e produtor cinematográfico norte-americano Bruce Willis possui uma aclamada e extensa carreira artística. Sua carreira teve início através de seu papel como David Addison na série televisiva Moonlighting (1984–1989). Nos anos seguintes, Willis realizou diversos outros trabalhos em televisão e cinema, variando entre os gêneros comédia, drama e ação. Em 1987, estrelou a comédia romântica Blind Date, seu primeiro papel de destaque, ao lado de Kim Bassinger e sob a direção de Blake Edwards. No ano seguinte, estrelou a ação policial Die Hard no papel do detetive rebelde John McClane, que se tornaria seu mais reconhecido personagem. O filme, um sucesso de crítica e bilheteria, foi indicado a quatro categorias do Oscar e recebeu quatro sequências, todas estreladas por Willis.
Em 1990, Willis estrelou The Bonfire of the Vanities ao lado de Tom Hanks e Melanie Griffith, neste que viria a ser considerado um dos piores filmes da carreira de ambos os atores. No mesmo ano, voltou a interpretar o policial John McClane na sequência Die Hard 2. Em 1992, Willis dividiu as telas com Meryl Streep e Goldie Hawn na comédia de fantasia Death Becomes Her, dirigida por Robert Zemeckis. O filme foi um sucesso comercial e venceu o Oscar de Melhores Efeitos Visuais.
Dois anos mais tarde, em 1994, Willis integrou o prestigioso elenco da ação policial Pulp Fiction sob a direção de Quentin Tarantino. O filme, considerado um divisor de águas na história do gênero cinematográfico, foi altamente aclamado pela crítica e recebeu diversas indicações, entre as quais ao Oscar de Melhor Filme e Melhor Roteiro Original e o Globo de Ouro de Melhor Roteiro. A partir de então, Willis dedicou-se ao gênero ação policial em produções que costumam valorizar também elementos dramáticas no enredo. Nos anos seguintes, o ator expandiu seu campo de atuação, estrelando os filmes de ficção científica The Fifth Element (1997) e Armageddon (1998) e o suspense The Sixth Sense (1999). Em seguida, retornou ao gênero ação policial com os sucessos Sin City (2005), Red (2010), The Expendables 2 (2012) e Looper (2012).

## Filmografia

### Cinema
| Ano  | Título                                   | Papel | Papel    | Papel                           | Ref.   |
| Ano  | Título                                   | Ator  | Produtor | Papel                           | Ref.   |
| ---- | ---------------------------------------- | ----- | -------- | ------------------------------- | ------ |
| 1980 | The First Deadly Sin                     | Sim   |          | Homem no bar                    |        |
| 1982 | The Verdict                              | Sim   |          | Testemunha                      |        |
| 1987 | Blind Date                               | Sim   |          | Walter Davis                    | [ 1 ]  |
| 1988 | Sunset                                   | Sim   | Sim      | Tom Mix                         |        |
| 1988 | Die Hard                                 | Sim   |          | John McClane                    | [ 2 ]  |
| 1989 | In Country                               | Sim   |          | Emmett Smith                    |        |
| 1989 | Look Who's Talking                       | Sim   |          | Mikey (voz)                     |        |
| 1990 | Die Hard 2                               | Sim   |          | John McClane                    |        |
| 1990 | Look Who's Talking Too                   | Sim   |          | Mikey (voz)                     |        |
| 1990 | The Bonfire of the Vanities              | Sim   |          | Peter Fallow                    | [ 4 ]  |
| 1991 | Mortal Thoughts                          | Sim   |          | James Urbanski                  |        |
| 1991 | Hudson Hawk                              | Sim   |          | Eddie Hawkins                   |        |
| 1991 | Billy Bathgate                           | Sim   |          | Bo Weinberg                     |        |
| 1991 | The Last Boy Scout                       | Sim   |          | Joseph Cornelius Hallenbeck     |        |
| 1992 | The Player                               | Sim   |          | Ele mesmo                       |        |
| 1992 | Death Becomes Her                        | Sim   |          | Dr. Ernest Menville             |        |
| 1993 | Loaded Weapon 1                          | Sim   |          | John McClane                    |        |
| 1993 | Striking Distance                        | Sim   |          | Tom Hardy                       |        |
| 1994 | Color of Night                           | Sim   |          | Dr. Bill Capa                   |        |
| 1994 | North                                    | Sim   |          | Narrador                        |        |
| 1994 | Pulp Fiction                             | Sim   |          | Butch Coolidge                  | [ 6 ]  |
| 1994 | Nobody's Fool                            | Sim   |          | Carl Roebuck                    |        |
| 1995 | Die Hard with a Vengeance                | Sim   |          | John McClane                    |        |
| 1995 | Four Rooms                               | Sim   |          | Leo                             |        |
| 1995 | 12 Monkeys                               | Sim   |          | James Cole                      |        |
| 1996 | Last Man Standing                        | Sim   |          | John Smith                      |        |
| 1997 | The Fifth Element                        | Sim   |          | Korben Dallas                   |        |
| 1997 | The Jackal                               | Sim   |          | O Chacal                        |        |
| 1998 | Mercury Rising                           | Sim   |          | Art Jeffries                    |        |
| 1998 | Armageddon                               | Sim   |          | Harry S. Stamper                |        |
| 1998 | The Siege                                | Sim   |          | Major-General William Devereaux |        |
| 1999 | Breakfast of Champions                   | Sim   |          | Dwayne Hoover                   |        |
| 1999 | The Sixth Sense                          | Sim   |          | Dr. Malcolm Crowe               |        |
| 1999 | The Story of Us                          | Sim   |          | Ben Jordan                      |        |
| 2000 | The Whole Nine Yards                     | Sim   |          | James Stefan Tudeski            |        |
| 2000 | Disney's The Kid                         | Sim   |          | Russell Morley Duritz           |        |
| 2000 | Unbreakable                              | Sim   |          | David Dunn                      |        |
| 2001 | Bandits                                  | Sim   |          | Joe Blake                       |        |
| 2002 | Hart's War                               | Sim   |          | Coronel William A. McNamara     |        |
| 2002 | The Crocodile Hunter: Collision Course   |       | Sim      |                                 |        |
| 2002 | Grand Champion                           | Sim   |          | Mr. Blandford                   |        |
| 2003 | Tears of the Sun                         | Sim   |          | Tenente A.K. Waters             |        |
| 2003 | Rugrats Go Wild                          | Sim   |          | Spike (voz)                     |        |
| 2003 | Charlie's Angels: Full Throttle          | Sim   |          | William Rose Bailey             |        |
| 2004 | The Whole Ten Yards                      | Sim   |          | James Stefan Tudeski            |        |
| 2004 | Ocean's Twelve                           | Sim   |          | Ele mesmo                       | [ 7 ]  |
| 2005 | Hostage                                  | Sim   | Sim      | Jeff Talley                     |        |
| 2005 | Sin City                                 | Sim   |          | Detetive John Hartigan          |        |
| 2006 | Alpha Dog                                | Sim   |          | Sonny Truelove                  |        |
| 2006 | 16 Blocks                                | Sim   |          | Jack Mosley                     |        |
| 2006 | Fast Food Nation                         | Sim   |          | Harry Rydell                    |        |
| 2006 | Lucky Number Slevin                      | Sim   |          | Sr. Goodkat                     |        |
| 2006 | The Hip Hop Project                      | Sim   | Sim      | Ele mesmo                       |        |
| 2006 | Over the Hedge                           | Sim   |          | RJ (voz)                        |        |
| 2006 | The Astronaut Farmer                     | Sim   |          | Coronel Doug Masterson          |        |
| 2007 | Perfect Stranger                         | Sim   |          | Harrison Hill                   |        |
| 2007 | Grindhouse: Planet Terror                | Sim   |          | Tenente Muldoon                 |        |
| 2007 | Nancy Drew                               | Sim   |          | Ele mesmo                       |        |
| 2007 | Live Free or Die Hard                    | Sim   |          | John McClane                    | [ 8 ]  |
| 2008 | What Just Happened                       | Sim   |          | Ele mesmo                       |        |
| 2008 | Assassination of a High School President | Sim   |          | Diretor Kirkpatrick             | [ 9 ]  |
| 2009 | Surrogates                               | Sim   |          | Agente Tom Greer                | [ 10 ] |
| 2010 | Cop Out                                  | Sim   |          | Jimmy Monroe                    | [ 11 ] |
| 2010 | The Expendables                          | Sim   |          | Sr. Church                      | [ 11 ] |
| 2010 | RED                                      | Sim   |          | Francis Moses                   | [ 12 ] |
| 2012 | Looper                                   | Sim   |          | Old Joe                         |        |
| 2012 | Moonrise Kingdom                         |       |          | Capitão Sharp                   |        |
| 2013 | A Good Day to Die Hard                   |       |          | John McClane                    |        |
| 2013 | G.I. Joe: Retaliation                    |       |          | Joseph Colton / G.I. Joe        |        |
| 2013 | Red 2                                    |       |          | Francis "Frank" Moses           |        |
| 2014 | Sin City: A Dame to Kill For             |       |          | John Hartigan                   |        |
| 2014 | The Prince                               |       |          | Omar                            |        |
| 2015 | Vice                                     |       |          | Julian Michaels                 |        |
| 2015 | Rock the Kasbah                          |       |          | Bombay Brian                    | [ 13 ] |
| 2015 | Extraction                               |       |          | Leonard Turner                  |        |
| 2016 | Precious Cargo                           |       |          | Eddie Pilosa                    |        |
| 2016 | Marauders                                |       |          | Jeffrey Hubert                  |        |
| 2016 | Split                                    | Sim   |          | David Dunn                      |        |
| 2017 | Once Upon a Time in Venice               | Sim   |          | Steve Ford                      |        |
| 2017 | First Kill                               | Sim   |          | Chefe Marvin Howell             |        |
| 2018 | Acts of Violence                         | Sim   |          | Detetive James Avery            |        |
| 2018 | Death Wish                               | Sim   |          | Dr. Paul Kersey                 | [ 14 ] |
| 2018 | Air Strike                               | Sim   |          | Jack                            | [ 15 ] |
| 2018 | Reprisal                                 | Sim   |          | James                           | [ 16 ] |
| 2019 | Glass                                    | Sim   |          | David Dunn                      | [ 17 ] |
| 2019 | The Lego Movie 2: The Second Part        | Sim   |          | Ele mesmo (voz)                 | [ 18 ] |
| 2019 | Motherless Brooklyn                      | Sim   |          | Frank Minna                     |        |
| 2019 | 10 Minutes Gone                          | Sim   |          | Rex                             |        |
| 2019 | Trauma Center                            | Sim   |          | Det. Wakes                      |        |
| 2020 | Survive the Night                        | Sim   |          | Frank                           |        |
| 2021 | Fortress                                 | Sim   |          | Robert Michaels                 | [ 19 ] |
| 2021 | Midnight in the Switchgrass              | Sim   |          | Karl                            |        |

### Televisão
| Ano  | Título                                   | Papel | Papel    | Papel             | Ref.   |
| Ano  | Título                                   | Ator  | Produtor | Papel             | Ref.   |
| ---- | ---------------------------------------- | ----- | -------- | ----------------- | ------ |
| 1980 | A Guru Comes                             | Sim   |          | Figurante         |        |
| 1984 | Miami Vice                               | Sim   |          | Tony Amato        |        |
| 1985 | The Twilight Zone                        | Sim   |          | Peter Novins      |        |
| 1985 | Moonlighting                             | Sim   |          | David Addison Jr. | [ 20 ] |
| 1987 | The Return of Bruno                      | Sim   |          | Bruno Radolini    |        |
| 1989 | Roseanne                                 | Sim   |          | Ele mesmo         |        |
| 1989 | Saturday Night Live                      | Sim   |          | Ele mesmo         |        |
| 1996 | Bruno the Kid                            | Sim   | Sim      | Bruno (voz)       |        |
| 1997 | Mad About You                            | Sim   |          | Ele mesmo         |        |
| 1999 | Ally McBeal                              | Sim   |          | Dr. Nickle        |        |
| 2000 | Friends                                  | Sim   |          | Paul Stevens      | [ 21 ] |
| 2005 | That '70s Show                           | Sim   |          | Vic               |        |
| 2013 | Saturday Night Live                      | Sim   |          | Ele mesmo         |        |
| 2018 | The Comedy Central Roast of Bruce Willis | Sim   |          | Ele mesmo         |        |